# Metridium dianthus
Metridium dianthus — вид актиній родини Metridiidae.

## Поширення
Вид поширений в Північній Атлантиці вздовж узбережжя Європи та Північної Америки. Живе на узбережному мілководді з кам'янистим дном.

## Опис
Актинія сягає 20 см заввишки. Розмах щупалець — до 30 см. На кожному щупальці розташовано до сотні жалких клітин. Розмножується, переважно, безстатево, хоча зрідка спостерігається статеве розмноження.